# El Cafè de la Granota
El Cafè de la Granota és un recull de catorze relats curts de Jesús Moncada escrits entre els anys 1980 i 1985. Algunes narracions situen l'acció en la dècada dels anys cinquanta. L'escenari en què es desenvolupen els contes té com a centre la vila de Mequinensa al Baix Cinca. A més, totes les històries són contades al cafè de la granota. Els personatges que hi apareixen són gent senzilla: miners, pagesos, botiguers. Alguns personatges protagonistes són un pagès molt tafaner, uns afeccionats al futbol, un antic barquer, un afeccionat a les novel·les d'intriga i un delinqüent vocacional. El que caracteritza els contes és l'humor, la forta ironia i la crítica social. Fins i tot hi ha ironia en algunes escenes d'un funeral. Tots els contes són redactats des de la mirada del narrador omniscient, des de la perspectiva de l'àmbit quotidià més humil, i això els fa més crítics socialment.

## Contes
- Un barril de sabó moll
- La Plaga de la Ribera
- Absoltes i sepeli de Nicolau Vilaplana
- Paraules des d'un oliver
- Informe provisional sobre la correguda d'Elies
- Futbol de ribera
- Senyora Mort, carta de Miquel Garrigues
- Preludi de traspàs
- Els delfins
- Un enigma i set tricornis
- Amarga reflexió sobre un manat de cebes
- L'assassinat del Roger Ackroyd
- Amor fatal en decúbit supí
- Guardeu-vos de somiar genives desdentegades